# Winter Solstice
Winter Solstice var ett kristet metalcore band från Lynchburg, Virginia. De värvades ursprungligen av Metal Blade Records, men bandet har nyligen splittrats. Några av de tidigare bandmedlemmarna har gått samman med medlemmarna i Everything Falls Together och bildat ett nytt band, Ghost of a Fallen Age.

## Medlemmar
Originalmedlemmar
- Roger Turner - gitarr (2000-2004)
- Duke Cuneo - trummor (2000-2006)
- J.T. Turner - gitarr (2000-2005)
- Jason Woodson - basgitarr (2000-2001)
- Steve Carlson - sång (2001)

Senare medlemmar
- Peter Walters - sång (2005-2006)
- Caleb Goins - gitarr (2004-2006)
- Matt Tarpey - sång (2002-2005)
- Nathan Smith - basgitarr (2002-2006)
- David Clark - sång (2001-2002)
- Corey Snyder - sång (2002)

## Diskografi
Studioalbum
- 2005 - The Fall of Rome

EP
- 2005 - The Pulse Is Overrated

Splitalbum
- 2003 - Dwell Beneath / Winter Solstice (delad album med Dwell Beneath)